# Recreatiedomein Maasvallei

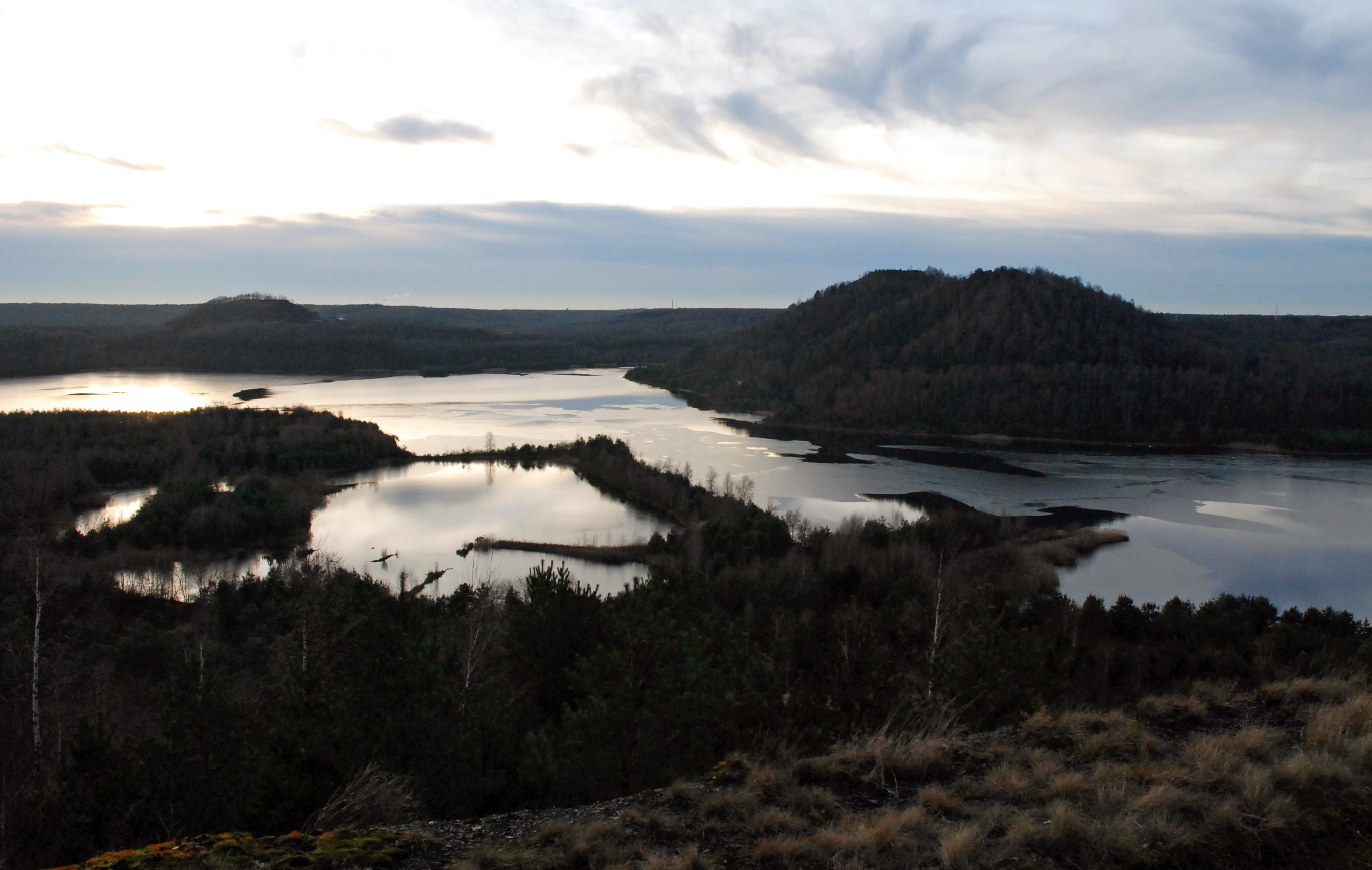
Het Recreatiedomein Maasvallei in januari 2009

Het Recreatiedomein Maasvallei was de naam van een 250 hectare groot gebied rond de in 1987 gesloten mijn van Eisden, tot het gebied hernoemd werd naar Terhills. Oorspronkelijk was de toegang voor recreanten in de noordoostelijke hoek van het gebied. Vanaf juni 2013 tot januari 2020 droeg het grootste gedeelte van het gebied de naam Connecterra, daarna werd de naam voor het totale gebied Terhills. Het domein op de voormalige mijnterreinen staat administratief ook bekend als de PRUP Bipool Eisden-Lanklaar, de grens tussen de gemeenten Maasmechelen en Dilsen-Stokkem loopt door dit gebied.
Het uitzicht van het gebied wordt bepaald door een viertal terrils met een uitgestrekte grindplas en bospercelen met vooral naaldbomen. Lang voor de mijnsluiting in 1987 werd een groot deel van het terrein tussen de vier terrils ontgrind, eerst door de mijn voor eigen behoefte, daarna op grootschalige wijze door de N.V. Maasland van de Diepenbeekse ondernemersfamilie Machiels. Daardoor ontstond er de uitgestrekte en diepe grote grindplas, gevuld met grondwater.
Alhoewel deze ontgrinding jarenlang kon plaatsvinden zonder de benodigde bouw- en exploitatievergunningen, was het de bedoeling van onder meer de gemeenten om na de ontgrinding de grindplas te dempen met de terrils, wat echter nefaste gevolgen zou hebben voor de kwaliteit van het grondwater en de drinkwaterproductie die plaatsvindt in Het Greven, een door de mijn veroorzaakt verzakkingsgebied aan de overkant van de Zuidwillemsvaart.
Er zijn vier terrils, elk met een hoogte van ongeveer 110 meter boven zeeniveau, waarvan er drie binnen Terhills liggen: de tweelingterril en de lange terril. De zogeheten rode terril, de oudste, ligt sinds 2020 in het Nationaal Park Hoge Kempen en is  slechts beperkt en onder begeleiding te bezoeken. Vanwege het relatief hoge gehalte aan steenkooldeeltjes is hier jaren geleden een proces van zelfontbranding ontstaan, waardoor stenen in de mijnsteenberg van structuur veranderden en er rode schisten werd gevormd, die ontgonnen en vervolgens vermalen wordt tot gravel, onder meer voor gebruik in siertuinen en op tennisbanen.
De drie terrils, in Terhills, werden ingezaaid en begroeid en bieden een weids uitzicht. De combinatie van de groen geworden terrils met de grillig gevormde waterpartijen levert een idyllisch landschap op.

## Het initiatief van Center Parcs
Center Parcs werd in het begin van de jaren negentig van de vorige eeuw geïnteresseerd voor het domein als alternatief voor de oorspronkelijke Center Parcs-plannen in het waardevolle natuurgebied de Mechelse Heide rond het waardevolle Ven onder de Berg, waartegen hardnekkig verzet bestond. De overheid steunde dit nieuwe plan om de tewerkstelling te bevorderen, het gehavende en vervuilde mijngebied te saneren en een nieuwe bestemming te geven. Gedeeltelijke wijzigingen van het gewestplan in 1993 en 1995 gaven dit deel van de mijnterreinen de bestemming verblijfsrecreatie voor -onder meer- een bungalowpark. Een milieueffectenrapport (MER) werd in 1998 in opdracht van Center Parcs opgesteld en de grindwinning door de N.V. Maasland werd door de overheid afgekocht en stopgezet.
De drie terrils werden toen met Europese en Vlaamse overheidssteun gestabiliseerd, gemodelleerd en ingezaaid. Er kwamen wandelpaden, zowel rond de grote grindplas als op de terrils, een totale lengte van een tiental kilometer.
Center Parcs kreeg in 1995 een bouwvergunning voor een 700-tal cottages. Grondwerken werden opgestart in de noordelijk gelegen bospercelen, samen met de aanleg van nutsleidingen en de funderingen voor een veertigtal bungalows. De cottages zelf werden niet gebouwd: de wijzigende conjunctuur op het einde van de 20e eeuw -vooral de snel in prijs dalende vliegtuigtickets- verplichtte Center Parcs om het project, dat vooral mikte op de Duitse vakantiemarkt, stop te zetten.

## Verdere ontwikkelingen
In 2005 kwam Teema International in beeld, een Vlaams-Nederlandse projectontwikkelingsmaatschappij. Deze ontvouwde zeer ambitieuze plannen voor honderden luxe villa's, inclusief paalwoningen en woningen op de helling van de terrils. De plannen voorzagen ook in het bouwen van een vijfsterrenhotel en een waterworld, het aanleggen van vijvers en zwembaden. Planologische en ambtelijke problemen zorgden voor aanzienlijke vertragingen, en pas in 2011 was voor Teema de weg vrij om te bouwen. Men kreeg toen echter de financiering niet meer rond en in 2012 werd ook dit project afgeblazen. De gronden kwamen toen in bezit van de Limburgse Reconversiemaatschappij (LRM).
Als in juni 2013 Connecterra werd geopend als de Hoofdpoort naar het Nationaal Park Hoge Kempen, werd de bestaande noordelijke ingang van het recreatiedomein gesloten voor wandelaars en fietsers en kwam er een nieuwe toegang bij een van de schachtbokken, op loopafstand van het shoppingcenter Maasmechelen Village. Enkele dagen na de opening van Connecterra bleek dat Center Parcs toch weer interesse had voor de exploitatie van een commerciële verblijfsinfrastructuur in noorden van het recreatiedomein.

## Galerij

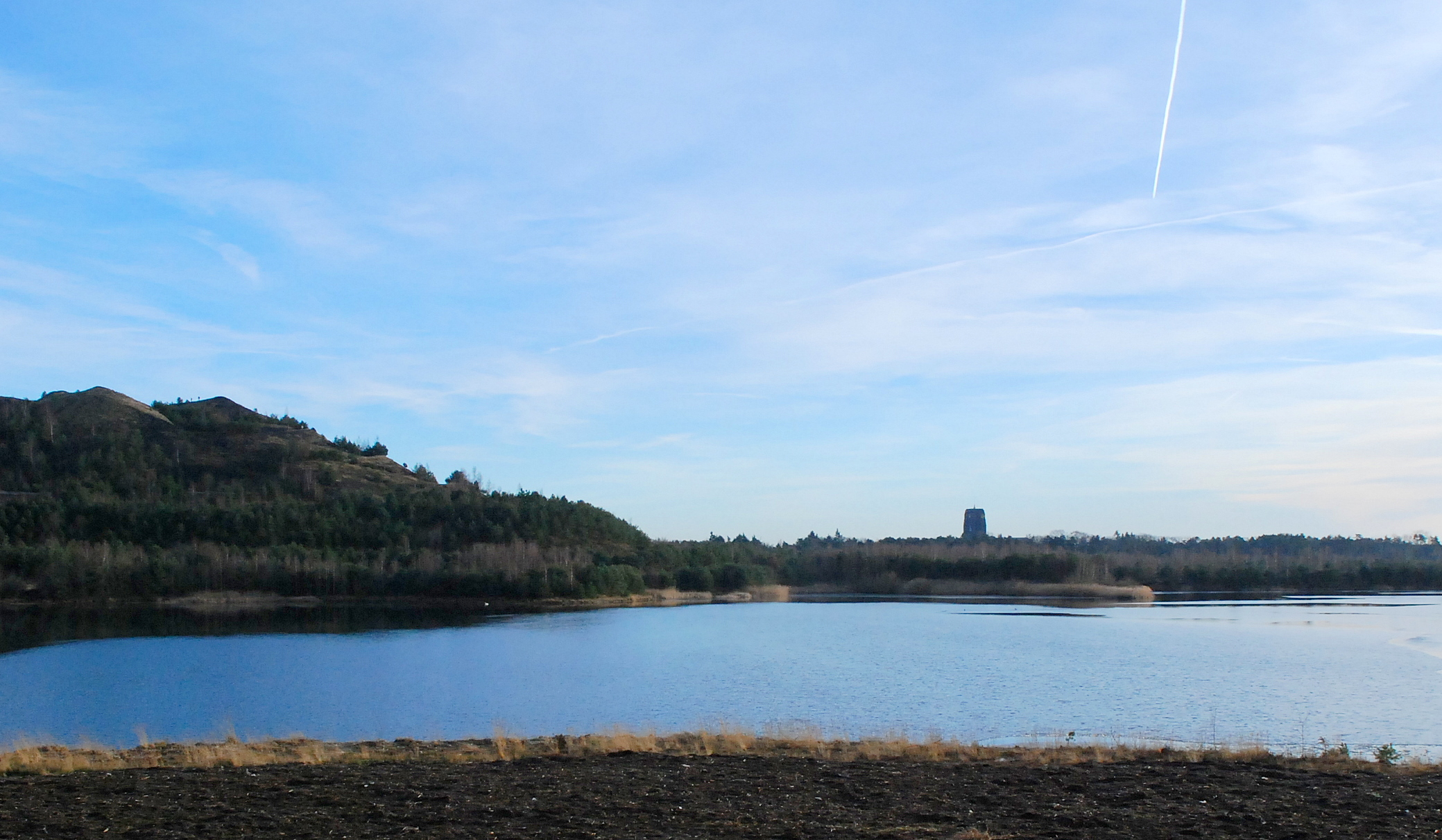
De Sint-Barbarakerk van Eisden op de achtergrond
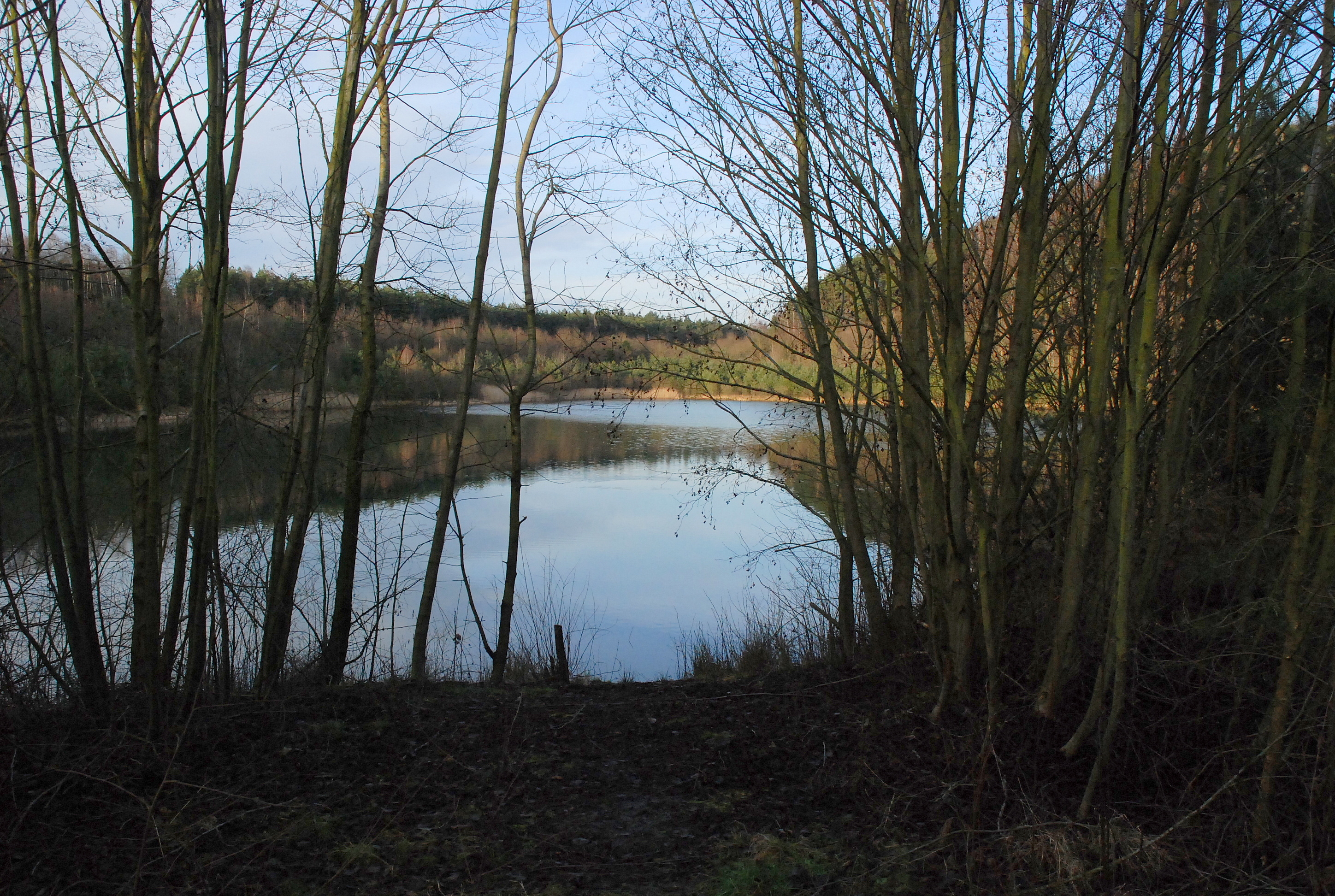
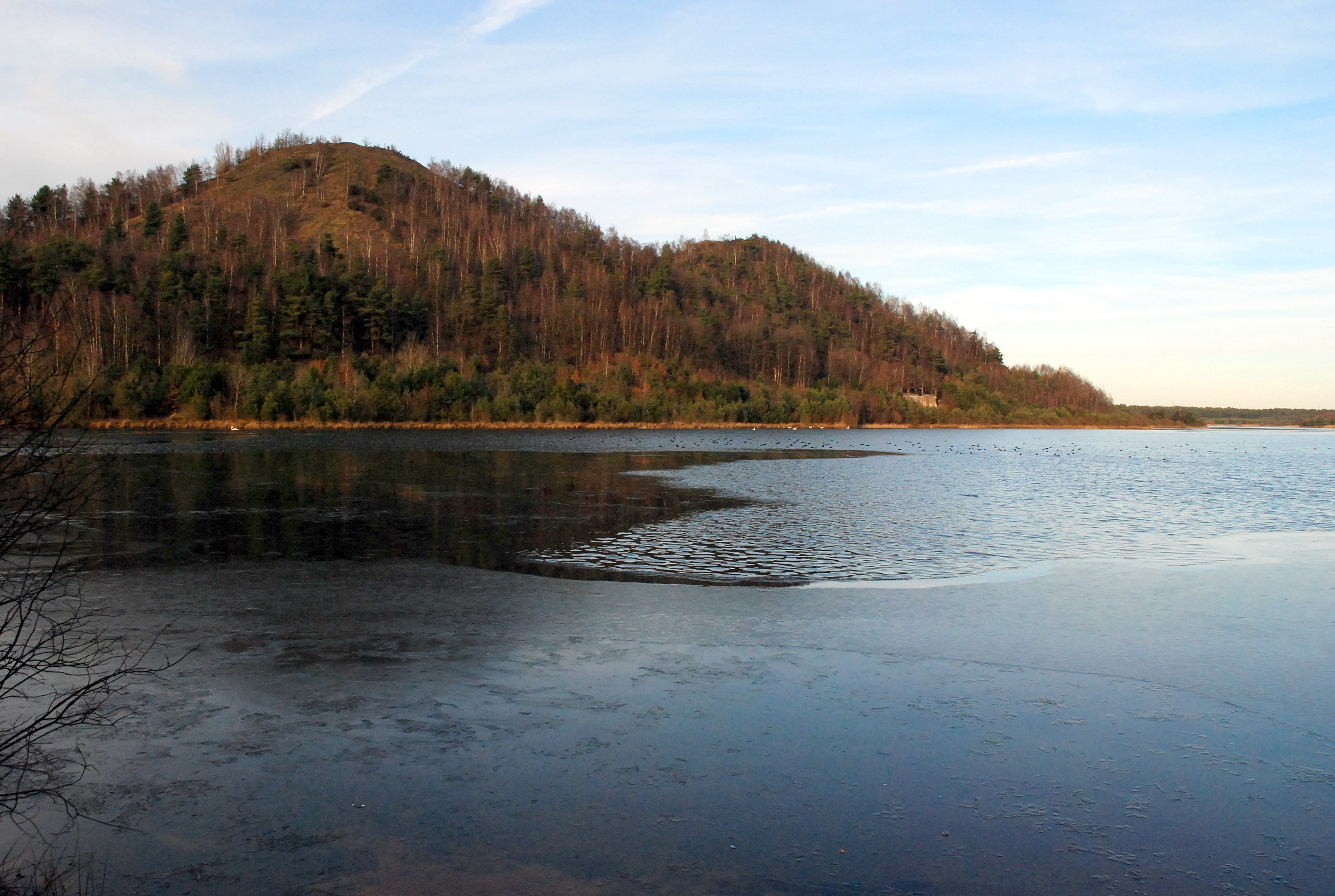